# Macropsia
A macropsia (ismert még megalopia néven is) egy neurológiai látászavar, amikor a személy a látótér bizonyos részében levő tárgyakat a megszokott méretnél nagyobbnak látja, magát pedig kisebbnek érzékeli. A Macropsia – az ellentétes, micropsia állapottal együtt – a dysmetropsia kategóriájába tartozik. A macropsia kapcsolódik más a látást érintő állapotokhoz is, mint amilyen az aniseikonia és az ,,Alíz csodaországban’’ szindróma (Alice in Wonderland Syndrome, AIWS), vagy más néven Todd szindróma. Több okból kifolyólag alakulhat ki a macrpopsia – lehet a gyógyszerek és a tiltott kábítószerek hatása, a migrén, ritkább esetekben összetett, vagy részleges epilepszia kísérő tünete, valamint a retina különféle állapotai, mint például az epiretinalis hártya torzulása. A pszichológiai megközelítés szerint a retinális macropsia a szemben levő csapok összesűrűsödése által jön létre. A receptorok eloszlásának a sűrűsége nagyobb mértékű ingerlést okoz, így nagyobbnak tűnik egy tárgyról észlelt kép.

## Tünetek
Legjellemzőbb tünete a macropsiának a rendkívül felnagyított tárgyak jelenléte a látótérben. Például, egy fiatal lány akkorának láthatja a nővére könyvét, mint amekkora a nővére. Ebből a tünetből kiindulva, a macropsiás személy alulméretezettnek érezheti magát a környezetéhez képest. A macropsiás páciensek beszámoltak arról is, hogy a hallófunkció ideiglenes megszűnését megelőzően kezdődnek a vizuális hallucinációk, amelyek előrejelzik egy lehetséges roham bekövetkezését a hallucinációk előtt vagy után. A fül csengése szintén jelentkezik a Macropsia megjelenése előtt. Néhány páciens állítása szerint a tünetek enyhülhetnek ha megpróbálják megérinteni a tárgyat, amely hatalmas méretűnek jelenik meg számukra. Fontos megemlíteni még, hogy a páciensek általában maguknál vannak és éberek az események közben, és képesek arra, hogy beszámoljanak bizonyos részletekről. Egy macropsiás személy nem feltétlenül pszichiátriai eset. A tüneteket előidézhetik drogok is, például a cannabis, varázsgomba vagy a kokain. Ebben az esetben a tünetek eloszolhatnak miután a kémiai anyagok kiürülnek a szervezetből. Azok a személyek, akik valamilyen vírus által szereztek macropsiát, a gyógyulás után általában visszanyerik a normál látásukat.
A csak az egyik szemet érintő dysmetropsia, az aniseikonia egyik esete, fejfájással, asthenopiaval, olvasási zavarokkal, mélységészlelési problémákkal és kettőslátással járhat együtt. A látás eltorzulása olyan képek megjelenését okozhatja, amely stimulálja a retinakép egyidejű összeegyeztetését a valós képekkel A képek egyikének megszűnése nélkül szterolátás enyhe tünetei, binokuláris diplopia jelenhet meg.

## Pszichológiai hatások
Sokféle pszichológiai és érzelmi hatás van, amit egy macropsiában szenvedő egyén tapasztalhat. Egyik vezető elképzelés szerint a macorpsia teljes mértékben pszichopatológiai jelenség, bármilyen szerkezeti rendellenesség vagy meghatározott ok nélkül. A személy ingerlékeny és dühös állapota okozhatja, vagy annak ellentéte, euforikus állapot. Bizonyítékok vannak arra, hogy azok a személyek, akik tapasztalták az Alíz Csodaországban szindrómát, teljes mértékben képesek beszámolni tapasztalataikról, méghozzá részletesen. Nem feltétlenül áll pszichiátriai probléma a háttérben, így nem feltétlenül szükséges ilyen terápia alkalmazása sem. A pszichológiai problémák gyakran a macropsiából adódnak, de az általános megegyezés alapján magukban nem mindig okoznak macropsiát. Ezek a személyek extrém idegességet éreznek az események leforgása előtt és után is az eltorzult környezet rettenetes látványának hatására. A félelem és az izgatottság miatt azok, akik átéltek egy ilyen tünetekkel teli periódust, a történtek után hezitálnak, hogy elmondják-e tapasztalataikat, holott képesek lennének rá. Pszichológiailag a macropsiában szenvedő egyének elválasztva érzik magukat a külvilágtól, sőt, még a legközelebbi családtagoktól is. Ez az elszigeteltségérzés leggyakrabban a gyermek- és kamasz korban fordul elő. A páciens érezheti azt is, hogy igazságtalanul kell harcolnia az ellenséges és agresszív erők ellen a környezetében levő dolgok gigantikus méretéből adódóan. A védekezés az említett erők ellen általában verbálisan történik. A páciens mutatkozhat társaságkedvelő vagy lobbanékony személynek, habár legbelül félénk és bizalmatlan az emberekkel. Az ilyen személyek úgy próbálhatnak egyensúlyt teremteni a méretek torzulásában, hogy megpróbálják másokkal éreztetni, hogy kisebbrendűek bántalmazással vagy ellenséges viselkedéssel. A pszichológiai tünetek megjelenése a hosszú távon macropsiában szenvedőkre nézve (akik már gyermekkoruk óta szenvednek benne) szaporodhat, és önbizalomhiányhoz is vezethet. Egy alternatív értelmezés szerint a macropsia biofiziológiai folyamatokkal áll kapcsolatban és nincs pszichológiai gyökere. Így, amikor a páciens eléri a nagyobbnak tűnő tárgyat, úrrá lesz a pszichológiai állapoton. Ez a megközelítés azonban még alapos vizsgálatok alatt van.

## A kór mögötti fiziológia
A macropsia lehet a szemek közötti optikai nagyítás különbségének az eredménye, a retina receptorainak nem megfelelő eloszlása miatt létrejött állapot, vagy a kérgi feldolgozás zavara miatt alakulhat ki téves információ a formált képről. A jelenlegi hipotézis a dysmetropsia kialakulásáról az, hogy a retina megnyúlásából vagy összenyomódásából adódóan a receptorok elmozdulnak. A macropsia az összenyomódott receptorok hatására nagyobb méretészlelést eredményez, és fordítva, a micropsia pedig a megnyúlt retinareceptorok miatt elszórtabb receptorokhoz vezet, így az érzékelt méretek kisebbek lesznek a szokásosnál. A macropsia esetében a fotoreceptor sejtek nagyobb sűrűsége nagyobb mértékű ingerléshez vezet, ami a tárgyak méretét nagyobbnak tünteti fel. Néhány esetben, a macropsia térfüggőnek tűnt, és a látás torzulásának mértéke a látótér szögétől is függött. A nem egyenletesen nyúlt vagy nyomott receptorok sűrűsége magyarázhatja a macropsia térfüggőségét. Ha a sűrűsödés a foveához közelebb volt, nagyobb mértékben jelent meg a macropsia alacsonyabb szögben, és kevesebb mértékben magasabb szögben, ahol a receptor sűrűsége nem olyan nagy.

## Okok

### Strukturális hibák
Azt az állapotot, amikor a macropsia csak az egyik szemet érinti, és különbségeket okoz abban, ahogy a két szem a tárgyak nagyságát vagy alakját látja, aniseikoniának nevezzük. Az aniseikonia a retina különféle állapotaival függ össze. Az epiretinális membrán például metamorphopsiához és aniseikoniához vezet.

### Felírt gyógyszerek
A legtöbb kutatás a macropsiás mellékhatásokat előidéző felírt gyógyszerek körében a zolpidemmel és a citaloprammal foglalkozik. A zolpidem egy olyan gyógyszer, melyet insomniára írnak fel, és habár bizonyították a jótékony hatásait, számtalan az észleléssel kapcsolatos ártalmas hatása is ismert. Az egyik ilyen eset egy anorexiás nő macropsiás esetét tárgyalja, ami 20 perccel 10 mg zolpidem bevétele után jelentkezett. Ugyanennél a hölgynél még kétszer jelentkeztek a macropsiás tünetek, melyeket zolpidem idézett elő: egyszer 5 majd 2,5 mg beszedése után. A macropsiás rohamok intenzitása a zolpidem mennyiségének növelésével arányosan nőtt. Hoyler sok fontos hasonlóságot emel ki a zolpidem-okozta rendellenességek eseteiről. Ezek a hasonlóságok pedig, hogy az összes ilyen esetet nők jelezték, a szétszórtság és a nyugtalanság a zolpidem első fogyasztását követően jelent meg, és ahogy abbahagyták a zolpidem szedését, a tünetek nem folytatódtak. A zolpidem-okozta macropsia sokkal gyakoribb a nőknél, mivel a nők zolpidemkoncentrációja a vérplazmában 40 százalékkal magasabb, ez a koncentráció pedig az anorexiás nőknél még magasabb.
A citalopram által okozott macropsia hasonló a zolpidem által kiváltott macropsiához, de mindkét típusú relatív kevés esetben jelentkezett, és egyik gyógyszer mellékhatása sem lett kísérleti bizonyítékokkal alátámasztva. A citalopram egy antidepresszáns, amely meggátolja a serotonin felvételét. Az első eset, amely feltételezhetően a citalopram által jött létre egy nővel történt, aki az első 10 mg citalopram fogyasztása után tapasztalta a macropsiat. Csak úgy mint a zolpidemnél, a citalopram fogyasztásának azonnali megszüntetésével a macropsiás rohamok is megszűntek.

### Illegális drogok
A macropsiát számos illegális drog is előidézheti. A különböző pszichoaktív drogok, mint az LSD, psilocybin gomba (varázsgomba), vagy a marihuána okozhat hallucinációkat és macropsiás élményeket a használónak. Feltételezhető, hogy a látás torzulása, mint a macropsia, a kokain használatával is összefüggésben lehet. Az ideiglenes drogok-okozta macropsia eltűnhet, miután a kémiai anyagok elhagyják a szervezetet.

### Migrén
A legutóbbi kísérletek a macropsiát a migrénnel hozták kapcsolatba. Az egyik ilyen tanulmány japán kamaszokat vizsgál, akik epizódikus macropsiás illúziókról számoltak be, és bebizonyították, hogy az ilyen illúziók háromszor gyakoribbak azoknál, akik migrénnel is küzdenek. Az illúziók megjelenése a 16-18 éves lányoknál volt a leggyakoribb. Nem valószínű, hogy a japán kamaszoknál a macropsia hátterében epilepszia áll, mivel a japán fiataloknak csupán 3 százaléka epilepsziás. A drogok hatását is kizárták. Valamilyen kór jelenléte a kamaszoknál, amely előidézheti a macropsiát szintén nem valószínű. Általában a macropsia, vagy másmilyen látászavar okozza a fájdalmas, migrénes fejfájást. A macropsiás látványok a migrén keretein belül jelennek meg. Ezek az események gyakran nagyon rövidek, alig néhány percesek. Azok a kamaszok, akiknek a macropsián kívül másmilyen látástorzulásuk is van, mint amilyen a lassú mozgásfelismerés, sokkal inkább jellemző, hogy migrénben szenvednek. A macropsiás epizódok általában egyenlő hosszúságúak a migrénnel, ami néhány pillanattól 15 percig is tarthat. A nem migrénes fejfájások nem állnak kapcsolatban a macropsiával.A migrén jelenléte nélkül is egy magasabb láz előidézhet olyan illúziókat, ami macropsiás tünetekre emlékeztet. A macropsiás személy nem biztos hogy látja az összefüggést a migrén és a macropsia között, mivel nem mindig ugyanabban az időben jelentkeznek a tünetek. Ennek az állapotnak a patológiája még nem teljesen tisztázott, de az időtartama a macropsiás rohamoknak és a fejfájásoknak arra utal, hogy kapcsolat van a macropsia és a migrén egy bizonyos fázisa között. A látványbeli különbségek, mint a macropsia lassú mozgással és anélkül, az agy különböző migrénnel érintett területéből származhat.

### Epilepszia
A macropsia megjelenhet a frontális lebeny valamint a temporális lebeny epilepsziás tüneteként is, ami valójában elősegíti ezeknek a betegségeknek a diagnosztizálását. Azok a gyerekek, akik éjjeli macropsiás hallucinációkat élnek át, az orvosnál gyakran pánikrohamok miatt kérnek segítséget, ahelyett, hogy az epilepszia valamelyik formáját vizsgáltatnák ki. Az epilepsziás páciensek nem mindig emlékeznek a rohamra, de fel tudják idézni a hallucinációkat, amelyek előidézték azt. Elektroencefalográfia (EEG) alkalmazható a páciens rohamának ideje alatt. Idegesség és fejfájás is társulhat az epilepsziás vizuális diszfunkciók mellé. Az epilepszia kezelésére valproinsavat használnak, ami hatásos lehet a macropsiás tünetek csillapítására is.

### Hipoglikémia
Az endogén hipoglikémia hatására számtalan vizuális zavar kialakulhat, esetenként macropsia is. Az ilyen hipoglikémia abnormálisan alacsony vércukorszinttel jár, ami következtében külsőleg juttatnak inzulint a szervezetbe. Olyan személyeknél vizsgálták a macropsiát, akik hipoglikémiásak és inzulinterápia alatt vannak.

### Vírusok
Azok a páciensek, akik szervezetében Epstein-Barr vírus, vagy akik Pfeiffer-féle mirigylázban szenvedtek, arról számoltak be, hogy az észlelt tárgyak nagyságában növekedést vettek észre, és más AIWS tünetek is jelentkeztek náluk. A megvizsgált Epstein-Barr vírusos páciensek MRI felvételei mind abnormáális képet mutattak. Az MRI felvételeknél megfigyehető volt az agykéreg duzzadása, átmeneti T2 megnyúlás, és átmeneti léziók. Az MRI felvételekkel ellentétben nem vettek észre abnormalitásokat CT vizsgálat során. Így Epstein-Barr vírusos pácienst, aki hallucinációkról számol be, ajánlatosabb MRI vizsgálatra küldeni. A macropsia a rohamok előtt vagy után jelentkezhet, a betegség klinikai tünetei közül elsőkként. A zavarok időtartama két héttől hét hónapra tehető. Szinte az összes vírusok általi macropsiát szerzett betegnek sikerült teljesen meggyógyulnia. A coxackievírus B1 típusával rendelkező páciensek közül számos beszámoló történt AIWS tünetekről, amelyek közül a micropsia és a macropsia a leggyakrabban előforduló tünet.

## Diagnózis
Általában akkor állapítanak meg macropsiát, amikor egy páciens a jellemző tünetekre panaszkodik, mint például aránytalanul nagy tárgyak megjelenése a látóterében. Az Amsler Grid teszt segíthet a macropsia megállapításában más vizuális betegségekkel együtt, az Amsler Grid teszt megtekintése utáni személyes zavarokról történő beszámoló után. A kifelé ívelő vonalak az Amsler Grid teszten jellemzők a macropsiás páciensek tapasztalataira. Az új Aniseikonia Teszt (NAT) képes meghatározni a macropsia és a micropsia mértékét. A teszt fekete háttéren levő piros és zöld félkörökből áll egy fehér kör alakú fixációs ponttal. A piros félkör nagysága állandó, a zöldé pedig variálható 1 százalékkal. A páciens piros és zöld szemüveget visel, és egyszerre csak az egyik szemet vizsgálják. A páciens feladata, hogy megmondja, hogy a félkörök egyforma nagyságúak-e. A félkörök nagyságbeli különbsége adja az aniseikonia mértékét. A pozitív érték azt jelzi, hogy a tárgy nagyobbnak lett észlelve, így macropsiára utal, és fordítva, a negatív érték micropsiára utal. Az Aniseikonia Inspector egy aniseikonia teszten alapul, mely hasonló az előzőhöz, csak ez a fajta számítógép monitoron való megfigyeléssel történik. Választási helyzeten alapul, és a méretkülönbségeket a tárgyak nagyságának funkciójaként méri. Ez akkor jelentős, ha a micropsiának vagy a macropsiának retinális eredete van.

## Gyógyítás
A leggyakoribb eljárás az aniseikoniás tünetek kezelésére, beleértve a macropsiát is, a megfelelő optikai eszközök használata a szem nagyítási tulajdonságainak javítására. Az eljárásba beletartozik a lencsék alakjának megváltoztatása, a csúcsszög távolságok korrigálása kontaktlencsével, valamint gyenge teleszkóp rendszer létrehozása kontakt lencsék segítségével, és a kontaktlencse erősségének változtatása. Számítógépes programok, mint pl. az Aniseikonia Inspector képes arra, hogy meghatározza a megfelelő eljárás kiválasztását egy meghatározott aniseikonia mértékre. Az optikai eszközökkel történő korrigálás problémája az, hogy ezek az eszközök a látószöget nem tudják befolyásolni, így nem tudják kompenzálni a macropsia bizonyos eseteit. A páciensek 5-10 százaléka számolt be a vizuális képességeinek javulásáról efféle korrigálás után.
A drogok és vírusok által okozott macropsia, mint kísérő probléma, mindkét esetben a kezelést követően megszűnt.

## További kutatások
A jövőben tervezett kutatások arra próbálnak fókuszálni, hogy a retina hibáiból adódó macropsia megjelenését műtéti úton csökkentsék. A leghatékonyabb optikai korrigációk még kísérleti stádiumban vannak, és a látószög és egy pont összpontosítására irányulnak. A bizonyos korosztályok érzékenysége is olyan téma, amely további alátámasztásokat igényel. Ezenkívül, a drogok által okozott macropsiáról sem nincs elegendő adat, főleg ami a zolpidemet és a citalopramot illeti. A rendelkezésre álló beszámolók összeállításával a macropsia további tanulmányozása folytatódik.

## Híres emberek, akik macropsiában szenvedtek
• Edgar Allan Poe
• Lewis Carroll
• Käthe Schmidt Kollwitz

## Fordítás
- Ez a szócikk részben vagy egészben  a   Macropsia című angol Wikipédia-szócikk fordításán alapul.  Az eredeti cikk szerkesztőit annak laptörténete sorolja fel. Ez a jelzés csupán a megfogalmazás eredetét és a szerzői jogokat jelzi, nem szolgál a cikkben szereplő információk forrásmegjelöléseként.